# مانويل دي فايا
مانويل دي فايا (بالإسبانية:Manuel de Falla) موسيقار أسباني أندلسي. ولد بتاريخ 23 نوفمبر/تشرين الثاني عام 1876 في قادس في إسبانيا وتوفي بتاريخ 14 نوفمبر/تشرين الثاني عام 1946 في ألتا غارسيا في الأرجنتين. يعتبر دي فايا أكثر الموسيقيين الأسبان شهرة في بدايات القرن العشرين. تمتزج في موسيقاه الشاعرية مع التصوف والحماس ممثلةً الروح الأسبانية بأنقى حالاتها.
في صغره تلقى مانويل دي فايا دروس للعزف على البيانو من والدته، ولاحقاً انتقل إلى مدريد ليكمل دراسته في الموسيقى مع فيليبي بيدريل، والذي كان مصدر إلهام له بسبب حماسته لموسيقى القرن السادس عشر الإسبانية الكنسية وللموسيقى الشعبية والأوبرا المحلية. عام 1905 نال فايا جائزتين واحدة في عزف البيانو والأخرى لأوبرا قومية بعنوان «لافيدا بريفي» (الحياة القصيرة) والتي كانت قد عزفت لأول مرة في مدينة نيس الفرنسية عام 1913.
انتقل مانويل إلى باريس عام 1907 حيث التقى هناك بموسيقيين أثروا به وبطريقة تأليفه الموسيقي وهم كلود ديبوسي وبول دوكاس وموريس رافيل، وهناك نشر أول أعماله الفنية من قطع موسيقية للبيانو وأغانٍ مختلفة. عاد إلى مدريد عام 1914 حيث ألف باليه «إل أمور بروخو» (الحب الساحر) والتي غلب عليها بشكل مثير للانتباه طابع الموسيقى الشعبية الأندلسية. أعقب ذلك تأليف فايا في عام 1917 لعمل جديد بعنوان «إل كوريغيدور إي لامولينيرا». وفي عام 1916 وضع «نوتشيس إن لوس جاردينيس دي إسبانيا» (ليالٍ في حدائق إسبانيا). ساهمت هذه الأعمال بإعطاء مانويل فايا في تلك الفترة سمعة عالمية كموسيقار إسبانيا الأول.
انتقل فايا إلى غرناطة وهناك نظم عام 1922 مهرجان كانتي هوندو وألف أوبرا للدمي بعنوان «إل ريتابلو دي مايسي بيدرو»، ظهر في هذا العمل -مثل أعمال لاحقة للمؤلف- تأثر هذا الأخير بإسلوب إيغور سترافينسكي. تحول حينها إسلوب مانويل فايا من الرومانسي إلى الكلاسيكي الجديد، ولكنه بقي محافظاً على الهوية الإسبانية مع تبنيه النمط الكاستيلي عوضاً عن النمط الأندلسي. بعد عام 1926 قل عطاءه الفني وانتقل للعيش في مايوركا، وفي عام 1939 هاجر للأرجنتين وتوفي هناك.

## روابط خارجية
- مانويل دي فايا على موقع IMDb (الإنجليزية)
- مانويل دي فايا على موقع الموسوعة البريطانية (الإنجليزية)
- مانويل دي فايا على موقع مونزينجر (الألمانية)
- مانويل دي فايا على موقع ميوزك برينز (الإنجليزية)
- مانويل دي فايا على موقع قاعدة بيانات برودواي على الإنترنت (الإنجليزية)
- مانويل دي فايا على موقع أول ميوزيك (الإنجليزية)
- مانويل دي فايا على موقع ديسكوغز (الإنجليزية)
- مانويل دي فايا على موقع أوليمبيديا (الإنجليزية)